# Expect No Mercy
Expect No Mercy ist das 1977 erschienene neunte Studioalbum der schottischen Hard-Rock-Band Nazareth.

## Album
Aufgenommen im Le Studio in der Nähe von Morin Heights in Kanada und von Manny Charlton, dem Gitarristen der Band, produziert. Es handelt sich um das gleiche Studio, in dem auch die beiden 1976er Alben Close Enough for Rock’n’Roll und Play’n’ the Game eingespielt wurden. Mit dem ersten Mix des Albums waren Nazareth jedoch unzufrieden, und so nahmen sie alles kurz darauf noch einmal auf. Die Bänder des ersten Mixes sind später verloren gegangen.
Im November 1977 wurde Expect No Mercy vom Label Mountain Records veröffentlicht und enthält 10 Songs. Das Artwork trägt den Titel The Brain und wurde vom Künstler Frank Frazetta entworfen. Frazetta hatte bis zu dem Album keiner Band die Erlaubnis zur Verwendung eines seiner Motive erteilt.
Die Bandfotos in der Erstpressung der LP wurden von Bill Sosin und Ed Rottinger geschossen. Für viele CD-Auflagen wurden diese Fotografien wieder verwertet.

## Musikstil
Nach dem Album Hair of the Dog hatten sich Nazareth in softeren, kommerzielleren Gefilden bewegt. Expect No Mercy zeigt wieder eine deutlich aggressivere, härtere Band. Das Album enthält neben harten Songs allerdings auch Ausflüge in den Country-Rock und den Honky Tonk. Die Grenzen von bloßem Hard Rock werden ganz locker eingerissen und machen Expect No Mercy zu einer Prototyp-LP der New Wave of British Heavy Metal.

“It was more metal. Not intentional, we didn’t go into the studio planning a change in direction. We were under a lot of pressure, and doing a lot of touring at that point. We’d be on tour in Canada and the record company wanted to know where the next album was coming from. We had to get our heads down, eventually we'd get into the studio and… What’re we going to do? Some albums were written and recorded very quickly, and when you consider that, it's great. Razamanaz was the start of three albums in 15 months, plus tours. It’s a lot of work.”

## Lyrische Inhalte
In Songs wie dem Titeltrack, Revenge Is Sweet, Kentucky Fried Blues und New York Broken Toy geht es darum, wie jemand von finsteren Gestalten durch die Straßen gejagt wird, um Rachegefühle, um das Leben während einer Tour und um Prostitution. Busted ist eine Coverversion von Ray Charles, Gone Dead Train stammt im Original von Randy Newman.
Die abschließende Ballade All the Kings Horses spricht das Thema Wettsucht an.

## Singles
Als Singles wurden die etwas radiotauglicheren Stücke wie Place in Your Heart und Gone Dead Train ausgekoppelt, erreichten in den Charts aber keine besonders hohen Platzierungen. Platz 70 für Place in Your Heart und Platz 49 für Gone Dead Train in UK. Bei der Gone Dead Train-Single fanden auf der B-Seite zwei nicht auf der LP veröffentlichte Songs, Greens und Desolation Road ihren Weg an die Öffentlichkeit, die heute als Bonus-Songs vieler CD-Versionen des Albums auftauchen.

## Titelliste
1. Expect No Mercy (McCafferty/Charlton/Agnew/Sweet) – 3:27
2. Gone Dead Train (Nitzsche/Titelman) – 3:44
3. Shot Me Down (Charlton/) – 3:33
4. Revenge Is Sweet (Charlton) – 3:06
5. Gimme What’s Mine (McCafferty/Charlton/Agnew/Sweet) – 3:44
6. Kentucky Fried Blues (McCafferty/Charlton/Agnew/Sweet) – 3:14
7. New York Broken Toy (McCafferty/Charlton/Agnew/Sweet) – 3:42
8. Busted (Howard) – 3:46
9. Place in Your Heart (Charlton) – 3:02
10. All the King’s Horses (McCafferty/Charlton) – 4:27